# 1928年オーストラリア選手権 (テニス)
1928年 オーストラリア選手権（1928ねんオーストラリアせんしゅけん、1928 Australian Championships）に関する記事。オーストラリア・シドニー市内にある「ホワイトシティ・テニスクラブ」にて開催。

## 大会の流れ
- 本年度のシード選手については、男子シングルスは2名が選ばれ、女子シングルスは順位を定めていない。
- 初期の全豪選手権のように、外国人出場者が少なかった時期は、地元オーストラリア人選手の国旗表示を省略する。

## シード選手

### 男子シングルス
1. ジャン・ボロトラ　（初優勝）
2. ジェラルド・パターソン　（ベスト8、途中棄権）

## 大会経過

### 男子シングルス
準々決勝
- ジャン・ボロトラ vs. ハリー・ホップマン　6-4, 6-4, 6-3
- ジャック・クロフォード vs. ジョン・ホークス　6-2, 8-6, 6-3
- ジャック・カミングス vs. フレッド・カームズ　4-6, 2-6, 6-3, 8-6, 6-1
- ボブ・シュレジンガー vs. ジェラルド・パターソン　6-4, 7-9, 6-4 （途中棄権）

準決勝
- ジャン・ボロトラ vs. ジャック・クロフォード　4-6, 6-3, 1-6, 7-5, 6-4
- ジャック・カミングス vs. ボブ・シュレジンガー　6-1, 2-6, 6-4, 8-6

### 女子シングルス
準々決勝
- ダフネ・アクハースト vs. ドロシー・ウェストン　6-1, 6-2
- メリル・オハラウッド vs. キャスリーン・ル・メスリエ　1-6, 6-4, 6-2
- ルイーズ・ビカートン vs. パトリシア・ミーニー　4-6, 6-1, 6-1
- エスナ・ボイド vs. マーガレット・モールズワース　7-5, 6-2

準決勝
- ダフネ・アクハースト vs. メリル・オハラウッド　6-2, 7-5
- エスナ・ボイド vs. ルイーズ・ビカートン　6-2, 6-3

## 決勝戦の結果
- 男子シングルス： ジャン・ボロトラ vs. ジャック・カミングス　6-4, 6-1, 4-6, 5-7, 6-3
- 女子シングルス：ダフネ・アクハースト vs. エスナ・ボイド　7-5, 6-2
- 男子ダブルス： ジャン・ボロトラ＆ ジャック・ブルニョン vs. ジム・ウィラード＆エドガー・ムーン　6-2, 4-6, 6-4, 6-4
- 女子ダブルス：ダフネ・アクハースト＆エスナ・ボイド vs. キャスリーン・ル・メスリエ＆ドロシー・ウェストン　6-3, 6-1
- 混合ダブルス： ジャン・ボロトラ＆ダフネ・アクハースト vs. ジョン・ホークス＆エスナ・ボイド　不戦勝